# Мендух Тачи
Мендух Тачи (на албански: Menduh Thaçi) е политик oт Северна Македония с албански произход, председател на Демократическата партия на албанците.

## Биография
Тачи е роден на 3 март 1965 година в град Тетово. След завършване на училище се записва в Медицинския факултет на университета в Прищина, а след като завършва се връща в родния си град и започва да се занимава с политика. След разпадането на Югославия в Македония се разрастват албанските политически движения. Първа е формирана Партия за демократичен просперитет (ПДП), в която влиза и Тачи. През 1993 година, радикалното крило на партията я напускат и създават нова, кръстена по-късно Демократическа партия на албанците, с лидер Арбен Джафери и заместник-председател Мендух Тачи. През 1998 година, след парламентарните избори ДПА влиза в парламента. През 2006 година неговата партия се присъединява към управляващата коалиция. В новоизбрания парламент Тачи е член на комисията по отбрана и сигурност. Освен политиката, той практикува и медицина, владее френски език. Женен, с двама сина.